# Dimos Kilkis
Dimos Kilkis (Kilkis) är en kommun i Grekland.   Den ligger i prefekturen Nomós Kilkís och regionen Mellersta Makedonien, i den norra delen av landet, 300 km norr om huvudstaden Aten. Antalet invånare är 54 750.